# Berit Skjefte
Berit Skjefte (också kallad "Berit Tørrisdotter Gryte-Brøtin-Pynten"), född 1809, död 1899, var en norsk musiker (langeleikespelare). Hon anses som en av de allra främsta inom sin genre.